# 梁寒冰
梁寒冰（1909年—1989年），男，山西定襄人，中国历史学家，曾任中国史学会常务理事、秘书长。
他的夫人是聂元素，是聂元梓的二姐。